# نيناد دورديفيتش
نيناد دورديفيتش (بالسيريلية الصربية: Ненад Ђорђевић) ولد 7 أغسطس 1979 في جمهورية يوغوسلافيا الاشتراكية الاتحادية، هو لاعب كرة قدم صربي يلعب مع نادي كالمار كمدافع. مثّل منتخب صربيا لكرة القدم. سبق له أن لعب في كأس العالم لكرة القدم مع منتخب بلاده.

## المسيرة الاحترافية

### أندية لعب لها
- نادي بارتيزان
- جيف يونايتد إتشيهارا تشيبا
- نادي كالمار

## روابط خارجية
- نيناد دورديفيتش على موقع الاتحاد الأوربي (الإنجليزية)
- نيناد دورديفيتش على موقع اتحاد السويد (السويدية)
- نيناد دورديفيتش على موقع رابطة كرة القدم اليابانية للمحترفين (اليابانية)
- نيناد دورديفيتش على موقع قاعدة بيانات كرة القدم.إي يو (الإنجليزية)
- نيناد دورديفيتش على موقع ناشيونال فوتبول تيمز (الإنجليزية)
- نيناد دورديفيتش على موقع Soccerway.com (الإنجليزية)
- نيناد دورديفيتش على موقع عالم كرة القدم.نت (الإنجليزية)